# 肉孜·阿木提
肉孜·阿木提（1961年—）维吾尔族，新疆乌鲁木齐人，中华人民共和国歌唱家，一级演员，中国音乐家协会会员。

## 生平
1961年生于新疆乌鲁木齐市。1976年考进乌鲁木齐市艺术班舞蹈专业接受中专教育。1979年毕业并被分配到乌鲁木齐市歌舞团任舞蹈演员。1982年起的两年时间内，在新疆艺术学院进修声乐，师从声乐教授潘恩泽。1984年至1985年在上海音乐学院声乐系进修声乐，师从声乐教授葛潮智。1985年，考入上海音乐学院声乐系，师从常榴住教授，1988年大专毕业。1988年，在新疆举办的各种艺术比赛中多次获得奖项。1988年到1995年，任乌鲁木齐市歌舞团独唱演员。1994年在第六届“通业杯”全国青年歌手电视大奖赛中，以歌曲《阿娜尔汗》获得专业组民族唱法一等奖。1995年11月，调入中央民族歌舞团担任独唱演员。1995年，录制并出版了个人演唱专辑《阿娜尔汗》。曾经为电影《母亲》、《神秘的驼队》，电视片《新疆光辉的四十年》等影视片录制主题歌。
1988年，在上海音乐学院礼堂举办肉孜·阿木提个人独唱音乐会。后来曾先后参加了许多重要演出，包括：庆祝中国共产党成立七十三周年文艺晚会（在中南海怀仁堂举行）；庆祝中国共产党成立七十五周年文艺晚会（在中共中央党校举行）；“心连心”艺术团在云南省楚雄彝族自治州的演出；雷振邦作品专题晚会；1998年及1999年中国中央电视台春节联欢晚会；2000年“农民春节联欢晚会”；全国青年歌手电视大奖赛“历届获奖歌手汇报演出”；第五届中国艺术节开幕式（在成都市举行）；大型音乐会"春潮颂"（在人民大会堂举行）；1998年文化部春节晚会；纪念五四运动八十周年大型文艺晚会“青春之歌”（在北京工人体育馆举行）；刘炽作品音乐会（在北京世纪剧院举行）；庆祝澳门回归文艺演出（在澳门举行）；内蒙古自治区、广西壮族自治区等地的扶贫演出；庆祝中央民族歌舞团建团45周年大型文艺晚会“百花迎春”（在北京民族文化宫大剧院）；庆祝中华人民共和国成立50周年大型民族歌舞“团结颂”。

## 作品
肉孜·阿木提主要的演唱曲目有：《阿娜尔汗》、《在那遥远的地方》、《可爱的一朵玫瑰花》、《再见了大别山》、《怀念战友》、《串门》、《星》、《三套车》、《拉网小调》等。